# Глигор, Хаджи
Кристофер Йосиф Хаджи Глигор (англ. Christopher Josif Hagi Gligor; 8 апреля 1995, Сидней, Австралия) — австралийский футболист, полузащитник клуба «Сидней Олимпик».
Глигор — сын известного румынского футболиста Тибериу Глигора и филиппинки, которые иммигрировали в Австралию в начале 90-х годов. Своё имя он получил в честь великого румынского футболиста Георге Хаджи.

## Клубная карьера
Хаджи — воспитанник клуба «Сидней». 3 ноября 2012 года в матче против «Сентрал Кост Маринерс» он дебютировал в А-Лиге. Летом 2015 года Глигор перешёл в «Перт Глори».

## Международная карьера
В 2013 году в составе молодёжной сборной Австралии Хаджи принял участие в молодёжном Чемпионате мира в Турции. На турнире он был запасным и на поле не вышел.